# Středomoravský župní přebor 1997/1998
V soubojích 10. ročníku Středomoravského župního přeboru 1997/98 (jedna ze skupin 5. fotbalové ligy) se utkalo 16 týmů každý s každým dvoukolovým systémem podzim–jaro. Tento ročník začal v srpnu 1997 a skončil v červnu 1998.

## Nové týmy v sezoně 1997/98
- Z Divize D 1996/97 sestoupilo do Středomoravského župního přeboru mužstvo VTJ Sigma Hodonín.
- Z Divize E 1996/97 sestoupilo mužstvo SK VTJ Spartak Hulín.
- Mužstvo SK Hospodářské služby Hradčovice převzalo místo po SK VTJ Spartak Hulín „B“.[1]
- Ze skupin I. A třídy Středomoravské župy 1996/97 postoupila mužstva TJ Sokol Podlesí (vítěz skupiny A)[2] a FK Dolní Bojanovice (vítěz skupiny B).[2]

## Konečná tabulka
Zdroje: 
| Poř. | Tým                            | Z  | V  | R | P  | VG  | OG  | B  |
| ---- | ------------------------------ | -- | -- | - | -- | --- | --- | -- |
| 1.   | TJ FS Napajedla                | 30 | 22 | 5 | 3  | 79  | 21  | 71 |
| 2.   | TJ Bystřice pod Hostýnem       | 30 | 22 | 3 | 5  | 101 | 30  | 69 |
| 3.   | SK VTJ Spartak Hulín (S)       | 30 | 19 | 3 | 8  | 58  | 38  | 60 |
| 4.   | FC Morkovice                   | 30 | 18 | 4 | 8  | 70  | 32  | 58 |
| 5.   | FC Inpos Kostelec              | 30 | 14 | 6 | 10 | 57  | 48  | 48 |
| 6.   | FC Viktoria Otrokovice         | 30 | 12 | 8 | 10 | 50  | 45  | 44 |
| 7.   | TJ Baník Šardice               | 30 | 11 | 9 | 10 | 38  | 36  | 42 |
| 8.   | SK Slovácká Viktoria Bojkovice | 30 | 11 | 7 | 12 | 58  | 50  | 40 |
| 9.   | FC Velké Karlovice             | 30 | 10 | 7 | 13 | 48  | 54  | 37 |
| 10.  | FK Dolní Bojanovice (N)        | 30 | 11 | 4 | 15 | 44  | 61  | 37 |
| 11.  | TJ Baník Mikulčice             | 30 | 11 | 3 | 16 | 43  | 49  | 36 |
| 12.  | VTJ Sigma Hodonín (S)          | 30 | 10 | 5 | 15 | 53  | 67  | 35 |
| 13.  | TJ Spartak Hluk                | 30 | 10 | 3 | 17 | 39  | 62  | 33 |
| 14.  | SK HS Hradčovice (N)           | 30 | 8  | 8 | 14 | 46  | 63  | 32 |
| 15.  | TJ Sokol Podlesí (N)           | 30 | 9  | 1 | 20 | 43  | 88  | 28 |
| 16.  | TJ Sokol Újezdec-Těšov         | 30 | 4  | 0 | 26 | 24  | 107 | 12 |

Poznámky:
- Z = Odehrané zápasy; V = Vítězství; R = Remízy; P = Prohry; VG = Vstřelené góly; OG = Obdržené góly; B = Body; (S) = Mužstvo sestoupivší z vyšší soutěže; (N) = Mužstvo postoupivší z nižší soutěže (nováček)

|  | Postup do Divize D 1998/99                               |
|  | Přechod do Jihomoravského župního přeboru 1998/99        |
|  | Sestup do I. A třídy Středomoravské župy – sk. B 1998/99 |